# اوختیرکا
اوختیرکا (به روسی: Охтирка) شهری در استان سومی در کشور اوکراین واقع شده‌است. جمعیت این شهر ۴۷,۲۱۶ نفر (۲۰۲۱ تخمینی)است.